# Aud Egede-Nissen
Aud Egede-Nissen, född 30 maj 1893 i Bergen, Norge, död 15 november 1974 i Oslo, var en norsk skådespelare, dotter till Adam Egede-Nissen och mor till Georg Richter. Hon var gift med Georg Alexander och Paul Richter. Den förre var far till sonen, som tog styvfaderns efternamn.
Hon debuterade på Trondheims Teater 1911, men blev sedan huvudsakligen verksam som filmskådespelare i Tyskland. Av den orsaken bytte hon namn till det mer tyskklingande namnet Aud Richter. 1932 kom hon tillbaka till den norska scenen, på Det Nye Teater. På Nationaltheatret 1934–1936 spelade hon bland annat Svanhild i Henrik Ibsens Kjærlighedens komedie. På 1950-talet verkade hon som teaterregissör.

## Filmografi (i urval)

### Skådespelare
- 1916 – Das Gespenst im Opernhaus
- 1922 – Phantom
- 1922 – Dr. Mabuse, der Spieler
- 1923 – Karusellen
- 1925 – De utstötta
- 1923 – Die Austreibung
- 1928 – Bergenstoget plyndret inatt
- 1929 – Fröken statsadvokat
- 1930 – Eskimå
- 1941 – Hansen og Hansen
- 1942 – Nordlandets våghals

### Producent
- 1932 – En glad gutt
- 1934 – Syndare i sommarsol